# Собене-Келчевські-Перші
Собене-Келчевські-Перші (пол. Sobienie Kiełczewskie Pierwsze) — село в Польщі, у гміні Собене-Єзьори Отвоцького повіту Мазовецького воєводства.
Населення — 214 осіб (2011).
У 1975-1998 роках село належало до Седлецького воєводства.

## Демографія
Демографічна структура станом на 31 березня 2011 року:
|          | Загалом | Допрацездатний вік | Працездатний вік | Постпрацездатний вік |
| -------- | ------- | ------------------ | ---------------- | -------------------- |
| Чоловіки | 108     | 23                 | 69               | 16                   |
| Жінки    | 106     | 18                 | 63               | 25                   |
| Разом    | 214     | 41                 | 132              | 41                   |